# Tramitichromis variabilis

Tramitichromis variabilis è una specie di ciclidi haplochromini endemica del Lago Malawi, che vive su substrati di sabbia / roccia a circa 10 metri (33 ft) di profondità. Può raggiungere una lunghezza di 17,3 centimetri (6,8 in) TL. È presente nel commercio di pesci d'acquario.